# RS-831
Pour les articles homonymes, voir Route 831.
La RS-831 est une route locale du Nord-Est de l'État du Rio Grande do Sul qui relie la municipalité la RS-122 au district de Santa Justina de la commune de Caxias do Sul. Elle est longue de 12,370 km.